# Euploea orontobates
Euploea orontobates är en fjärilsart som beskrevs av Hans Fruhstorfer 1910. Euploea orontobates ingår i släktet Euploea och familjen praktfjärilar. Inga underarter finns listade i Catalogue of Life.